# Dolby Vision

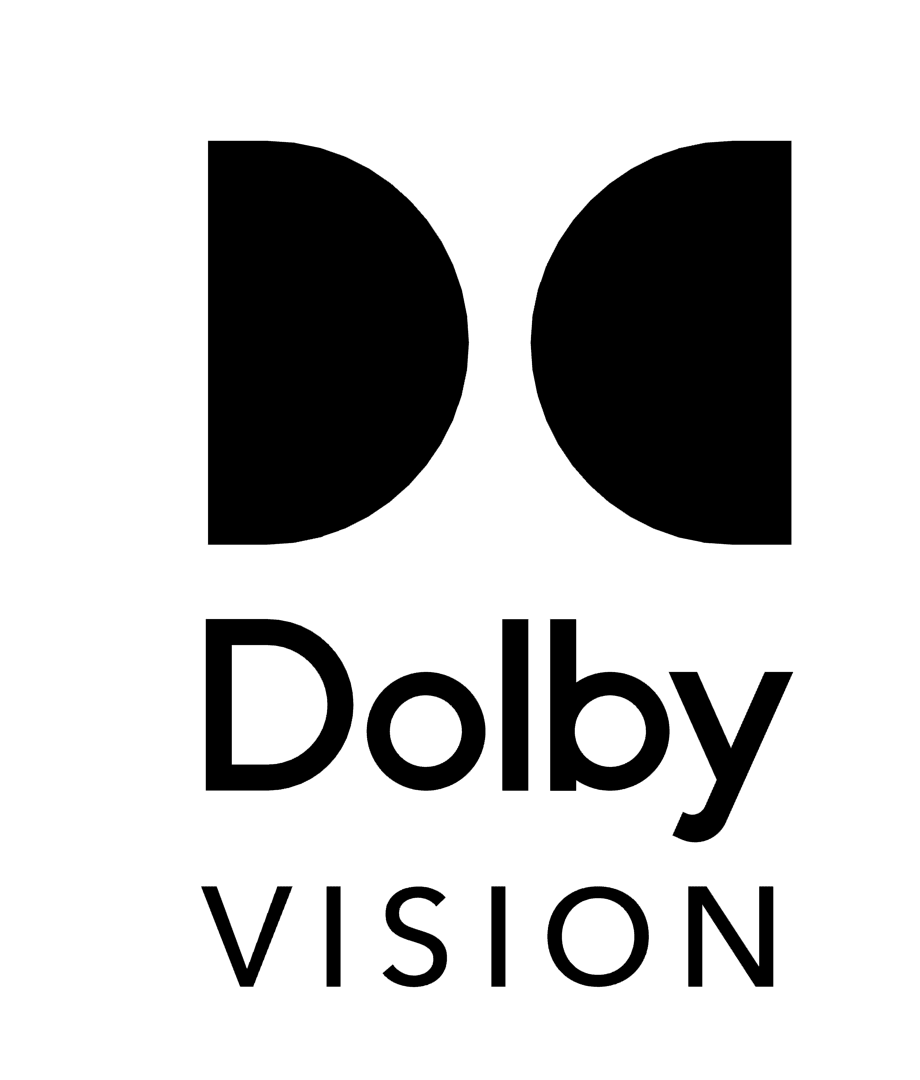
Dolby Vision.

Dolby Vision je formát, který poskytuje tvůrcům filmů, TV seriálů a her nové možnosti při vytváření vizuálního obsahu. Tato technologie umožňuje přidat do obrazu více hloubky, kontrastu a barev, což výrazně zvyšuje kvalitu zážitku pro diváky a hráče. Dolby Vision také využívá potenciál HDR technologie, která se dynamicky optimalizuje podle služby, zařízení a platformy, aby vždy poskytovala úchvatné vizuály.

## Technologie DV
- Dolby Vision je formát pro zobrazení HDR, který přidává dynamickou metadataovou vrstvu nad jádrový signál HDR. Tím, že používá metadata pro řízení výkonu HDR scéna po scéně (nebo dokonce snímek po snímku), Dolby Vision poskytuje pokyny pro zobrazení HDR obsahu na obrazovce. Tyto pokyny zahrnují detaily v nejtmavších částech obrazu, barvy a úrovně černé, čímž se snaží prezentovat obsah co nejvíce v souladu s tím, co zamýšlela tvůrčí skupina.[2]
- Dynamická metadata (angl. dynamic metadata) umožňují provádět mapování tónů na základě obsahu každé scény zvlášť, což zlepšuje uživatelský zážitek při zobrazování obsahu na zařízeních s menší schopností zobrazení HDR. Standardizace dynamických metadat byla provedena v rámci normy SMPTE ST 2094, která definuje obsahově závislá metadata. Použití dynamických metadat spolu se statickými metadaty překonává problémy, které se vyskytují při používání pouze statických metadat pro mapování tónů.
- Dolby Vision přidává metadata k jádrovému signálu během procesu barevné korekce a gradace. Metadata Dolby Vision jsou ukládána do samostatného souboru XML, který je exportován ze systému korekce barev vytvořený systémem Dolby Vision Master.
- Dolby Vision nejprve zakóduje obsah (například video) do formátu, který podporuje vysoký dynamický rozsah (HDR).
- Speciální software následně generuje metadata, která obsahují informace o optimálním zobrazení každé scény. Tyto informace zahrnují údaje o jasu, kontrastu, barevném rozsahu a dalších vizuálních parametrech.
- Vygenerovaná metadata jsou následně připojena k jádrovému obsahu.  Celý obsah (video a metadatové informace) je poté komprimován pomocí speciálního Dolby Vision kompresního algoritmu. Soubor metadat Dolby Vision (.xml) obsahuje až devět úrovní informací - např.: Level 0 - static, Mastering Monitor information, Level 1 - dynamic, automatická analýza Master Image s využitím nástroje Analyzovat v systému barevné korekce, Level 2 - Target Trim Metadata, kdy dochází k mapování na referenční úrovni (každý snímek nebo každá scéna). [3]
- Dolby Vision je nejčastěji používaná technologie HDR dnes a využívá dynamických metadat. Tuto technologii přijaly hlavní poskytovatelé OTT služeb, jako jsou Netflix a Amazon, stejně jako hlavní studia a řada významných výrobců televizorů. Dolby Vision je standardizován v rámci normy SMPTE ST 2094-10. Kromě podpory pro dynamická metadata umožňuje Dolby Vision také popis více úprav pro konkrétní zařízení, což umožňuje jemnější zobrazení na těchto zařízeních.[4]
- Společnost Dolby podrobně zdokumentovala svůj algoritmus v dokumentech nazvaných Content Mapping (CM). Původní algoritmus CM, verze (CMv2.9), se používá od uvedení Dolby Vision. Na podzim 2018 představila společnost Dolby novou verzi Dolby Vision Content Mapping verze 4 (CMv4). Oba typy CM jsou stále používány. [1][4]

## HDR10 a HDR10+ vs. Dolby Vision
Začněme u statického formátu HDR10, který podporuje každá televize schopná zobrazovat obsah ve vysokém dynamickém rozsahu. Je to bezplatný standard, nenabízí však tvůrcům tak detailní možnosti nastavení obrazu a data se u jednotlivých scén nedají přizpůsobit. Omezuje maximální svítivost  do 1000 nitů s podporou Rec. 2020 WCG a 10bitovou hloubkou barev (jak napovídá jeho název). Využívá statická metadata SMPTE ST 2086, obsahující informace o displeji, na kterém byl obsah vytvořen, informace o maximální úrovni světla snímku (MaxFLL) a maximální úrovni světla obsahu (MaxCLL). Přijímací displej podle nich upraví vlastní jas pro daný obsah. Tyto hodnoty se však nemění po celou dobu přehrávání obsahu ve formátu HDR10, což vede k méně ideálním výsledkům.
Technicky vyspělým aktuálním konkurentem Dolby Vision je systém HDR10+, neboť oba systémy nabízejí rozšířený dynamický rozsah (HDR). HDR10+ je otevřená platforma s dynamickými metadaty (na kterou se nevztahuje autorské právo) pro formát HDR, kterou vytvořily společnosti 20th Century Fox, Panasonic a Samsung. Společně založily licenční subjekt, který má na starost udílení licencí pro platformu HDR10+, ovšem aktuální situace není příliš příznivá: ze streamovacích služeb přijaly HDR10+ pouze Amazon Prime. Netflix, Disney Plus a HBO Max vsadily na licencovaný Dolby Vision.
HDR ovšem nestanovuje konkrétní standard pro to, jak tmavou nebo jak světlou musí být zobrazovací zařízení schopno zobrazit. Místo toho definuje, jaký rozsah musí displej splňovat, aby mohl být označován jako „HDR.“
| Charakteristika    | HDR10                                             | Dolby Vision                                              | HDR10+                                                      |
| ------------------ | ------------------------------------------------- | --------------------------------------------------------- | ----------------------------------------------------------- |
| Standard           | Otevřený                                          | Proprietární technologie s licenčním poplatkem            | Otevřený systém                                             |
| Cena               | Zdarma                                            | Poplatek pro výrobce                                      | Zdarma pro tvůrce obsahu                                    |
| Barevný rozsah     | 10 bitů                                           | 12 bitů                                                   | 10 bitů                                                     |
| Barevná škála      | Až 1 miliarda barev                               | Až 68 miliard barev                                       | 1 073 741 824                                               |
| Jas                | Až základní úroveň HDR10                          | Až 10krát větší jas než HDR10                             | max. 4 000 nitů                                             |
| Dynamická metadata | Není podporováno                                  | Podporováno                                               | Podporováno                                                 |
| Podpora obsahu     | Mnoho obsahu, neoptimalizovaného pro Dolby Vision | Omezené množství obsahu optimalizovaného pro Dolby Vision | Aktuálně 10 streamovacích služeb (např. YouTube, Paramount) |

## Kompatibilita
Všechna zařízení používaná pro streamování videokontentu, jako jsou set-top boxy, herní konzole nebo Blu-ray přehrávače, musí byt kompatibilní s technologií Dolby Vision, neboť ne všechna tato zařízení tuto kompatibilitu mají.
Pro efektivní využití služeb Dolby Vision je třeba zajištění kompatibilního zdroje obsahu a celého řetězce zařízení podporujících Dolby Vision zobrazení. Veškerý hardware musí Dolby certifikovat. U jednotlivých zařízení je nutné, aby celá trasa přenosu včetně kabelů byla certifikována pro Dolby Vision. Dále by všechny komponenty přenosu měly mít  ochranu proti kopírování HDCP 2.2. Pokud bude kdekoliv na trase  nějaký problém, v lepším případě dojde k dropoutům obrazu, častěji se však obraz vůbec neobjeví.
Ačkoliv Dolby Vision nabízí jas v rozsahu až 10 000 nitů, u spotřební elektroniky se setkáme s hodnotami do 4 000 nitů (aktuálně nejsou k dispozici displeje, které by nabízely větší jasové hodnoty).
| Zařízení                         | Kompatibilní s Dolby Vision?                                           |
| -------------------------------- | ---------------------------------------------------------------------- |
| Roku Streaming Stick+            | Ne                                                                     |
| Roku TV (vyrobeno TCL)           | Ano                                                                    |
| Apple TV 4K                      | Ano                                                                    |
| Apple TV HD                      | Ne                                                                     |
| Amazon Fire TV Stick 4K          | Ano                                                                    |
| Roku Ultra (nejnovější model)    | Ano                                                                    |
| Chromecast with Google TV        | Ano                                                                    |
| Nvidia Shield TV (starší modely) | Ne                                                                     |
| Nvidia Shield TV (2019 a Pro)    | Ano                                                                    |
| Xbox One S a One X               | Ano                                                                    |
| Xbox One (základní model)        | Ne                                                                     |
| PlayStation 5                    | Ano (omezeno na hry připojené k kompatibilním televizorům Sony Bravia) |

HDMI kabel musí být kompatibilní s Dolby Vision, ideálně s označením "HDMI Premium Certified" 